# You've Lost That Lovin' Feelin'
Singles de The Righteous Brothers
My Babe
(1963) Bring Your Love to Me
(1965)
You've Lost That Lovin' Feelin' est une chanson de Phil Spector, Barry Mann et Cynthia Weil, enregistrée pour la première fois en 1964 par le duo vocal américain The Righteous Brothers, dont la version a également été produite par Spector et est citée par certains critiques musicaux comme l'expression ultime de sa technique d'enregistrement « wall of sound » (mur de son). Le disque fut un succès critique et commercial à sa sortie, atteignant la première place début février 1965 aux États-Unis et au Royaume-Uni.
You've Lost That Lovin' Feelin' a été repris avec succès par de nombreux artistes. En 1965, l'enregistrement de Cilla Black atteint la deuxième place du UK Singles Chart. Dionne Warwick a porté sa version au n ° 16 du palmarès Billboard Hot 100 en 1969. Une version en duo de 1971 de Roberta Flack et Donny Hathaway a culminé au n°30 du palmarès des singles Billboard R&B. Une version de Long John Baldry s'est classée n°2 en Australie en 1979 et une version de 1980 de Hall & Oates a atteint la 12e place du US Hot 100.
Divers auteurs musicaux ont décrit la version des Righteous Brothers comme « l'un des meilleurs disques jamais réalisés » et « le disque pop ultime ». En 1999, l'organisation de droits d'exécution Broadcast Music, Inc. (BMI) a classé la chanson comme la chanson la plus jouée à la radio au XXe siècle, ayant accumulé plus de 8 millions de diffusions en 1999 (en 2019 elle a été dépassée par Every Breath You Take de Police). En 2001, la chanson a été choisie comme l'une des chansons du siècle par la RIAA, et en 2003, elle s'est classée n°34 sur la liste des « 500 plus grandes chansons de tous les temps » par le magazine Rolling Stone. En 2015, le single a été intronisé au National Recording Registry par la Bibliothèque du Congrès pour son importance « culturelle, historique ou esthétique significatif ».

## Contexte et composition
En 1964, le producteur Phil Spector a dirigé un groupe lors d'un spectacle à San Francisco où les Righteous Brothers apparaissaient également, et il a été suffisamment impressionné par le duo pour vouloir qu'ils enregistrent pour son propre label, Philles Records. Toutes les chansons précédemment produites par Spector pour Philles Records mettaient en vedette des chanteurs afro-américains, et les Righteous Brothers seraient son premier acte vocal blanc. Cependant, ils avaient un style vocal, appelé soul eyed blues, qui convenait à Spector.
Ce dernier a chargé Barry Mann et Cynthia Weil d'écrire une chanson pour eux, les faisant venir de New York à Los Angeles pour rester au Château Marmont afin qu'ils puissent écrire la chanson. S'inspirant de " Baby I Need Your Loving " de The Four Tops, qui montait alors dans les charts, Mann et Weil ont décidé d'écrire une ballade. Mann a d'abord écrit la mélodie et a proposé la première ligne, "Tu ne fermes plus jamais les yeux quand j'embrasse tes lèvres", influencée par une ligne de la chanson "I Love How You Love Me" qui a été co-écrite par Mann et produite par Spector - "J'aime la façon dont tes yeux se ferment chaque fois que tu m'embrasses". Mann et Weil ont écrit les deux premiers couplets rapidement, y compris la ligne de refrain "tu as perdu ce sentiment d'amour". Lorsque Spector s'est joint à l'écriture, il a ajouté "parti, parti, parti, whoa, whoa, whoa" à la fin du refrain, ce que Weil n'aimait pas. La ligne "You've Lost That Lovin' Feelin'" n'était à l'origine destinée qu'à être une ligne factice qui serait remplacée plus tard, mais Spector l'a aimée et a décidé de la garder. La forme de la chanson est de couplet-refrain-couplet-refrain-pont-refrain ou forme ABABCB. Mann et Weil ont eu des problèmes pour écrire le pont et la fin, et ont demandé de l'aide à Spector. Celui-ci a expérimenté au piano un riff inspiré de la chanson "Hang On Sloopy" des McCoys qu'ils ont ensuite construit pour le pont.
Weil a rappelé que "après que Phil, Barry et moi ayons fini [de l'écrire], nous l'avons confiée aux Righteous Brothers. Bill Medley, qui a la voix basse, semblait aimer la chanson." Cependant, Medley a d'abord ressenti que la chanson ne convenait pas à leur style rythmique et blues plus rapide, et Mann et Spector avaient chanté la chanson dans une tonalité plus élevée: "Et nous avons juste pensé, 'Wow, quelle bonne chanson pour The Everly Brothers.' Mais cela ne nous convenait pas. " La chanson, qui a une très grande portée, a été écrite à l'origine dans la tonalité supérieure de F. Mais pour s'adapter à la voix de baryton de Medley, la tonalité a été progressivement abaissée à C♯ dans l'enregistrement, qui, avec le ralentissement de la chanson, a changé "l'ambiance entière", selon Medley.
Bobby Hatfield aurait exprimé son agacement à Spector lorsqu'il a appris que Medley commencerait seul le premier couplet et qu'il devait attendre le refrain avant de se joindre. Avant cela, ils auraient eu la même importance dans une chanson. Lorsque Hatfield a demandé à Spector ce qu'il était censé faire pendant le solo de Medley, Spector a répondu : "Vous pouvez aller directement à la banque !"

## L'enregistrement des Righteous Brothers
La chanson a été enregistrée au Studio A des Gold Star Studios à Los Angeles. Lorsque Hatfield et Medley sont allés enregistrer les voix quelques semaines après l'écriture de la chanson, toutes les pistes instrumentales avaient déjà été enregistrées et superposées. Ils ont enregistré la voix plusieurs fois - Medley a chanté le couplet d'ouverture encore et encore jusqu'à ce que Spector soit satisfait, et le processus a ensuite été répété avec le couplet suivant. L'enregistrement a pris plus de 39 prises et environ huit heures sur une période de deux jours.
La chanson deviendrait l'un des principaux exemples de la technique "Wall of Sound" de Spector. Il présente les musiciens de studio du Wrecking Crew ; jouant sur cet enregistrement étaient Don Randi au piano, Tommy Tedesco à la guitare, Carol Kaye et Ray Pohlman à la basse et Steve Douglas au sax. Ils ont également été rejoints par Barney Kessel à la guitare et Earl Palmer à la batterie. Jack Nitzsche a généralement arrangé les chansons pour Spector, mais il était absent et l'arrangement a été fait par Gene Page. Comme pour ses autres chansons, Spector a commencé par couper la piste instrumentale en premier, en créant des couches de son pour créer l'effet Wall of Sound. L'enregistrement a été fait en mono pour que Spector puisse fixer le son exactement comme il le voulait. Selon l'ingénieur du son Larry Levine, ils ont commencé à enregistrer quatre guitares acoustiques ; quand cela fut prêt, ils ajoutèrent les pianos, au nombre de trois ; suivi de trois basses; les cuivres (deux trompettes, deux trombones et trois saxophones) ; puis enfin la batterie. Les voix de Hatfield et Medley ont ensuite été enregistrées et les cordes superposées. Les choristes étaient principalement le groupe vocal The Blossoms, rejoint dans le crescendo de la chanson par la jeune Cher. La réverbération a été appliquée à l'enregistrement, et d'autres ont été ajoutées au chant principal pendant le mixage. Selon l'écrivain musical Robert Palmer, l'effet de la technique utilisée était de créer un son "délibérément flou, atmosphérique et bien sûr énorme; du rock 'n' roll wagnérien avec tous les accompagnements".
La chanson a commencé lentement dans l'enregistrement, avec Medley chantant d'une voix basse de baryton. Juste avant le début du deuxième couplet, Spector voulait que le tempo reste le même, mais que le rythme soit juste un peu en retard sur l'endroit où ils sont censés atterrir pour donner l'impression que la chanson ralentit. La chanson enregistrée était trois tons plus lente et un ton et demi plus bas que ce que Mann et Weil avaient écrit. Lorsque Mann a entendu le disque terminé au téléphone, il a pensé qu'il avait été joué par erreur à 33 1/3 au lieu de 45 tours et a dit à Spector : "Phil, tu l'as à la mauvaise vitesse !"
Même avec son intérêt pour la chanson, Medley avait des doutes car c'était inhabituellement long pour une chanson pop à l'époque. Dans une interview avec le magazine Rolling Stone , il a rappelé: "Nous ne savions pas si ce serait un succès. C'était trop lent, trop long et en plein boum des Beatles et de l'invasion britannique." La chanson a duré près de quatre minutes lors de sa sortie. C'était trop long selon les normes de radio AM contemporaines; Les stations de radio de l'époque diffusaient rarement des chansons de plus de trois minutes, car des chansons plus longues signifiaient que moins de publicités pouvaient être placées entre les ensembles de chansons. Spector, cependant, a refusé de le raccourcir. Sur une suggestion de Larry Levine, Spector avait "3:05" imprimé sur l'étiquette, au lieu de la durée réelle de la piste de 3h45. Il a également ajouté une fausse fin qui a rendu l'enregistrement plus dramatique et a également trompé les DJ radio en leur faisant croire qu'il s'agissait d'une chanson plus courte.
La production du single de Spector a coûté environ 35 000 $, c'était une somme considérable. Spector lui-même était profondément préoccupé par la réception d'une chanson inhabituelle pour l'époque, craignant que sa vision ne soit pas comprise. Il a sondé quelques opinions - son éditeur Don Kirshner a suggéré que la chanson soit rebaptisée "Bring Back That Lovin 'Felin'", tandis que le DJ new-yorkais Murray the K pensait que la ligne de basse dans la section médiane, similaire à celle d'un "La Bamba", au ralenti, devrait être le début de la chanson. Spector a pris cela comme des critiques et a déclaré plus tard : "Je n'ai pas dormi pendant une semaine lorsque ce disque est sorti. J'étais tellement malade que j'ai eu un côlon spastique ; j'avais un ulcère."

## Réception
Andrew Loog Oldham, qui était alors le manager des Rolling Stones et un fan et ami de Spector, est tombé sur Spector en écoutant un test de pressage de la chanson qui venait d'être livrée. Loog Oldham a écrit plus tard : "La pièce était remplie de ce son incroyable, je n'avais aucune idée de ce que c'était, mais c'était la chose la plus incroyable que j'aie jamais entendue." Il a ajouté : "Je n'avais jamais entendu un son pareil. Plus tard, lorsque Cilla Black a enregistré une version rivale de la même chanson et qu'elle s'est hissée dans les charts britanniques avant la version des Righteous Brothers, Loog Oldham a été consterné et l'a pris sur lui-même pour diffuser une annonce pleine page dans Melody Maker :
Cette publicité n'est pas à des fins commerciales, elle est considérée comme quelque chose qui doit être dit à propos du grand nouveau disque de Phil Spector, The Righteous Brothers chantant "You've Lost This Lovin' Feeling". Déjà dans le Top Ten américain, c'est la plus grande production de Spector, le dernier mot de Tomorrow's sound Today, exposant la médiocrité générale de l'industrie musicale.
Signé, Andrew Loog Oldham. 
Dans d'autres publicités, Loog Oldham a également inventé un nouveau terme pour décrire la chanson, " Phil Spector's Wall of Sound ", que Spector a ensuite enregistré en tant que marque.
Les évaluations des auteurs de musique étaient également très positives. Nick Logan et Bob Woffinden pensaient que la chanson pourrait être "le disque pop ultime ... ici le génie [de Spector] pour la production s'est vraiment épanoui pour créer un single aux proportions épiques ..." Richard Williams, qui a écrit la biographie de 1972 de Phil Spector Out of His Head , considérait la chanson comme l'un des meilleurs disques jamais réalisés, tandis que Charlie Gillett dans son livre de 1970 The Sound of the City: The Rise of Rock and Roll écrivait que «le flux et le reflux de la passion le record atteint n'avait pas d'équivalent direct. " marche funèbre à l'amour défunt". On a dit que la ligne d'ouverture était "l'un des passages d'ouverture les plus familiers de l'histoire de la pop" et Vanity Fair a décrit la chanson comme "le duo le plus érotique entre hommes jamais enregistré". Cependant, lorsqu'il a été présenté pour la première fois dans l'émission télévisée Juke Box Jury de la BBC en janvier 1965 lors de sa sortie au Royaume-Uni, il a été rejeté par les quatre panélistes, l'un d'entre eux se demandant s'il avait été joué à la bonne vitesse. 
Il y avait initialement des réserves sur la chanson de l'industrie de la radio; une plainte courante était qu'elle était trop longue, et d'autres ont également remis en question la vitesse de la chanson et ont pensé que le chanteur "continuait de crier". Certaines stations ont refusé de diffuser la chanson après avoir vérifié sa longueur ou après qu'elle leur ait fait manquer les informations. La publication commerciale de l'industrie de la radio Gavin Report a émis l'opinion que «l'âme aux yeux bleus est allée trop loin». En Grande-Bretagne, Sam Costa, un DJ du programme BBC Light, a déclaré que le disque des Righteous Brothers était un chant funèbre, ajoutant: "Je ne le jouerais même pas dans mes toilettes." Cependant, malgré les réserves initiales, la chanson deviendrait très populaire à la radio.
Brian Wilson des Beach Boys a entendu la chanson et a téléphoné à Mann et Weil en janvier 1965 pour dire : "Votre chanson est le plus grand disque de tous les temps. J'étais prêt à quitter l'industrie de la musique, mais cela m'a inspiré à écrire à nouveau." Wilson a plus tard fait référence à la chanson "Good Vibrations" des Beach Boys de 1966 comme sa tentative de surpasser "You've Lost That Lovin' Feelin'". Au cours des décennies suivantes, il a enregistré de nombreuses interprétations inédites de "You've Lost That Lovin' Feelin'". L'un d'eux, enregistré lors des sessions de l'album de 1977 The Beach Boys Love You, est sorti sur la compilation de 2013 Made in California.
Spector lui-même a qualifié plus tard la chanson comme le summum de sa réussite chez Philles Records.

## Succès commercial
"You've Lost That Lovin' Feelin'" a fait ses débuts sur le palmarès national américain le 12 décembre 1964. Il a dépassé le Billboard Hot 100 le 6 février 1965 et y est resté pendant une autre semaine; sa course de 16 semaines sur le Hot 100 était inhabituellement longue à cette époque. Et c'était l'enregistrement le plus long à être en tête du classement jusqu'à cette époque. De plus, le single est passé dans les charts R&B, culminant au n ° 2. Billboard l'a classé comme le single n ° 5 de 1965. 
Le single est sorti au Royaume-Uni en janvier 1965, faisant ses débuts au n ° 35 du classement du 20 janvier 1965. Au cours de sa quatrième semaine, il a atteint le numéro un, où il est resté pendant deux semaines, remplacé par "Tired of Waiting" des Kinks. Il deviendrait le seul single à entrer trois fois dans le Top Ten britannique, étant réédité en 1969 (n ° 10) et à nouveau en 1990 (n ° 3). La réédition de 1990 a été publiée sous la forme d'un single double face A avec " Ebb Tide " et faisait suite à la réédition de " Unchained Melody ", qui avait atteint le numéro un après avoir été présenté dans le blockbuster film Fantôme. "You've Lost That Lovin' Feelin'" a également atteint la 42e place après une réédition en 1977 et en 1988, la 87e place.
En Irlande, "You've Lost That Lovin' Feelin'" s'est classé deux fois, d'abord en janvier 1965, quand il a culminé au n ° 2, et de nouveau en décembre 1990, après sa réédition en single double face A avec "Ebb Tide", quand il a de nouveau grimpé au n ° 2. L'enregistrement original de Righteous Brothers reste la seule version de la chanson à figurer en Irlande. Aux Pays-Bas, "You've Lost That Lovin 'Felin" atteint la 8e place en mars 1965, avec trois versions classées ensemble comme une seule entrée: celles des Righteous Brothers, Cilla Black (un n ° 2 britannique) et la chanteuse néerlandaise Trea Dobbs.

## Distinctions
En 1965, l'enregistrement des Righteous Brothers de "You've Lost That Lovin' Feelin'" a été nommé dans la catégorie Best Rock and Roll Recording aux 7th Annual Grammy Awards. Il a également reçu le prix du meilleur single pop à ce jour en 1965 dans le Billboard Disc Jockey Poll.
En 2001, cet enregistrement a été classé au 9e rang dans la liste des chansons du siècle publiée par la Recording Industry Association of America et le National Endowment for the Arts. En 2004, le même enregistrement a été classé au 34e rang par le magazine Rolling Stone dans leur liste des 500 plus grandes chansons de tous les temps. En 2005, "You've Lost That Lovin' Feelin'" a reçu le Towering Song Award du Songwriters Hall of Fame décerné aux "créateurs d'une chanson individuelle qui a influencé la culture d'une manière unique pendant de nombreuses années".
En 2015, le National Recording Registry de la Bibliothèque du Congrès, qui sélectionne chaque année parmi 130 ans d'enregistrements sonores pour une reconnaissance et une préservation spéciales, a choisi l'interprétation des Righteous Brothers comme l'un des 25 enregistrements qui ont « une valeur culturelle, artistique et/ou historique » importante pour la société américaine et l'héritage audio de la nation". 

## Différentes reprises

### Version de Cilla Black
La chanteuse anglaise Cilla Black a remporté pour la première fois un succès majeur dans les charts en reprenant le nouveau tube américain de Dionne Warwick, " Anyone Who Had a Heart " pour le marché britannique, ce qui lui a valu une chanson numéro un à la fois dans le UK Singles Chart et dans le Irish Singles Chart en février 1964. Surpassant la version originale de Dionne Warwick, qui n'a culminé qu'à la 42e place au Royaume-Uni. Le producteur de Cilla Black, George Martin, a répété cette stratégie avec les Righteous Brothers "You've Lost That Lovin' Feeling" qui venait de sortir aux États-Unis. La version de Black est plus courte avec un pont abrégé, qu'elle a expliqué en disant: "Je ne veux pas que les gens s'ennuient". L'abrègement a également supprimé la nécessité pour elle d'essayer d'égaler le compromis vocal décisif des Righteous Brothers.
Rivalité sur les Charts
Les versions de Cilla Black et des Righteous Brothers de la chanson ont fait leurs débuts sur le palmarès britannique la même semaine en janvier 1965, avec Cilla Black faisant ses débuts plus haut au n ° 28. Selon Tony Hall de Decca Records qui était responsable de la promotion du disque des Righteous Brothers au Royaume-Uni, la version de Cilla Black a été préférée par la radio BBC où l'un de ses DJ a dénigré la version des Righteous Brothers comme un "chant funèbre" et a refusé de la jouer. Tony Hall a donc demandé à Spector d'envoyer les Righteous Brothers en Grande-Bretagne pour promouvoir la chanson afin qu'elle ait une chance de figurer sur les charts.
La semaine suivante, Cilla Black est resté en lice au n ° 12 avec les Righteous Brothers au n ° 20. Ceux-ci sont allés en Grande-Bretagne, ont passé une semaine à promouvoir la chanson et ont joué pour des émissions de télévision à Manchester et Birmingham. Dans le même temps, Andrew Loog Oldham a placé une annonce pleine page sur Melody Maker faisant la promotion de la version des Righteous Brothers à sa propre initiative et à ses frais, et a exhorté les lecteurs à regarder l'apparition du duo américain dans l'émission de télévision du réseau ITV, Ready Steady Go!. Au cours de sa troisième semaine sur les charts du 3 février 1965, Cilla Black est passé au n ° 2, tandis que les Righteous Brothers ont fait un saut encore plus important au n ° 3. Tony Hall se souvient avoir rencontré lors d'une fête Brian Epstein, le manager de Cilla Black et des Beatles, qui a déclaré que la version de sa protégée serait numéro un et a dit à Tony Hall: "Vous n'avez aucun espoir en enfer." 
Cependant, dans sa quatrième semaine, la version de Cilla a commencé sa descente, tombant au n ° 5, tandis que les Righteous Brothers ont grimpé au numéro un. Cilla Black aurait alors télégraphié ses félicitations aux Righteous Brothers pour avoir atteint le numéro un. La version de Cilla de " You've Lost That Lovin 'Felin' " se révélera être son single britannique le plus élevé en dehors de ses deux numéros un: " Anyone Who Had a Heart " et " You're My World ". Alors que la version de Cilla Black est sortie en Irlande, elle n'a pas fait partie du classement officiel des singles irlandais tel que publié par RTÉ, mais elle a atteint la 5e place des classements non officiels du Journal Evening Herald. 
Cilla Black a repris "You've Lost That Lovin' Feelin'" pour son album Surprisingly Cilla en 1985.

### Version de Dionne Warwick
En 1969, la chanteuse américaine Dionne Warwick enregistre une reprise de "You've Lost That Lovin' Feeling" pour son album studio Soulful. Sa version était le seul single sorti de l'album et visait à présenter Warwick comme une chanteuse de R&B plus que ne l'attestait son travail avec Burt Bacharach. Coproduit par Warwick et Chips Moman et enregistré aux American Sound Studios à Memphis, Tennessee, Soulful était l'un des albums les plus réussis de Warwick, culminant à la 11e place du palmarès des albums Billboard 200. Le single "You've Lost That Lovin' Feeling" a atteint la 16e place du classement Billboard Hot 100 et la 13e place du classement des singles Billboard R&B. En Australie, le classement Go-Set Top 40 a classé la version de Warwick de "You've Lost That Lovin' Feeling" avec un pic n ° 34 en janvier 1970. 

### Version de Roberta Flack et Donny Hathaway
En 1971, Roberta Flack et Donny Hathaway enregistrent une reprise de "You've Lost That Lovin' Feelin'". Leur version de la chanson a été produite par Joel Dorn et a été incluse sur leur album en duo éponyme de 1972 Roberta Flack & Donny Hathaway, publié sur le label Atlantic Records. Leur version de la chanson est sortie en tant que deuxième single de l'album après la version Top 30 de " You've Got a Friend ". La version Flack / Hathaway de "You've Lost That Lovin 'Felin'" a atteint la 30e place du classement des singles Billboard R&B et la 71e place du classement pop Billboard Hot 100. Il a également atteint la 57e place du Top 100 des singles Cash Box et a culminé à la 53e place du Record World 100 Pop Chart.

### Version de Long John Baldry
En 1979, le chanteur de blues anglais Long John Baldry a enregistré une reprise de "You've Lost That Loving Feeling" en duo avec Kathi McDonald pour son album Baldry's Out, le disque produit par Jimmy Horowitz qui était le premier enregistrement de Baldry dans sa nouvelle patrie d'adoption du Canada. Dans cette version, Kathi McDonald a chanté la seconde moitié du premier couplet en utilisant la partie du deuxième couplet ("Ça me donne juste envie de pleurer ..."), inversant l'ordre habituel.
Sorti en tant que single, " You've Lost That Lovin 'Felin' " de Baldry s'est classé au 45e rang du classement canadien des singles RPM et s'est répandu dans le palmarès américain Billboard Hot 100 au n ° 89. Le single a également atteint le n ° 89. 2 en Australie en 1980. Bill Medley des Righteous Brothers a dit à Baldry qu'il aimait mieux leur reprise de la chanson que le sien. Baldry avait d'abord enregistré la chanson - comme "You've Lost That Lovin' Feelin'" - pour son album de 1966 Looking at Long John. La version en duo Baldry / McDonald de " You've Lost That Loving Feeling " a également atteint la 37e place en Nouvelle-Zélande.

### Version de Hall & Oates
En 1980, le duo américain Hall & Oates enregistre une reprise de "You've Lost That Lovin' Feelin'" pour leur neuvième album studio Voices. Leur version de la chanson a été produite par le duo et comprenait un arrangement clairsemé contrastant avec la somptueuse version originale des Righteous Brothers. C'était la deuxième reprise que Hall & Oates ait jamais enregistrée. Selon Oates, c'était la dernière chanson enregistrée pour l'album, car elle avait été jugée complète avec les dix autres. Cependant, le duo a estimé qu'il manquait "quelque chose" à l'album. Puis ils sont tombés sur la version originale de la chanson des Righteous Brothers sur un juke-box alors qu'ils sortaient chercher de la nourriture et ils ont décidé de la reprendre. Ils sont retournés au studio, l'ont coupé en quatre heures et l'ont placé sur l'album.
Le morceau a été publié sur RCA Records en tant que deuxième single de l'album après que l'original "How Does It Feel to Be Back" ait culminé au n ° 30 du Billboard Hot 100. Le pic de novembre du n ° 12 du classement Hot 100 a fait de "You've Lost That Lovin' Feelin'" le premier single de Hall & Oates à monter plus haut que le n ° 18 depuis le hit numéro un "Rich Girl" au printemps 1977. "You've Lost That Lovin 'Felin'" a également atteint la 15e place du palmarès Billboard Adult Contemporary, sur le palmarès Radio & Records Airplay, la chanson a fait ses débuts au n ° 30 le numéro du 26 septembre 1980, après sept semaines, elle a atteint et a culminé au n ° 4 en y restant pendant une semaine, la chanson est restée dans le top 10 du classement pendant six semaines et y est restée pendant treize semaines. Il a également atteint la 55e place du UK Singles Chart. 

### Version de The Firm
En 1985, les musiciens Jimmy Page, ex-guitariste de Led Zeppelin et Paul Rodgers, ex-chanteur de Bad Company s'unissent pour former un nouveau groupe The Firm, avec le bassiste et claviériste Tony Franklin et le batteur Chris Slade de Manfred Mann's Earth Band. Pour leur premier album éponyme, ils reprennent eux aussi la chanson qui aura un succès mineur sur les radios américaines.

## Popularité
La chanson est très populaire à la radio; selon l'organisation de droits d'exécution Broadcast Music, Inc. (BMI), elle est devenue la chanson la plus jouée de tous les temps à la radio américaine en 1997 avec plus de 7 millions de diffusions (toutes versions confondues), dépassant "Yesterday" des Beatles. Fin 1999, la chanson a été classée par le BMI comme la chanson la plus jouée du XXe siècle, ayant été diffusée plus de 8 millions de fois à la radio et à la télévision américaines, et elle reste la chanson la plus jouée, ayant accumulé près de 15 millions de diffusions aux États-Unis en 2011. La chanson a également reçu 11 BMI Pop Awards en 1997, le plus pour n'importe quelle chanson et en a reçu 14 au total jusqu'à présent. En 2019, "Every Breath You Take" de The Police l'a remplacé comme la chanson la plus jouée à la radio américaine.
La popularité de la chanson signifie également qu'elle est l'une des chansons les plus rentables pour ses détenteurs de droits d'auteur. Il a été estimé par le programme de la BBC The Richest Songs in the World en 2012 comme étant le troisième plus gros producteur de redevances de toutes les chansons, derrière "White Christmas" et "Happy Birthday to You".
L'une des raisons de la résurgence de la chanson au milieu des années 1980 était son inclusion dans le film emblématique des années 80, Top Gun. Après que Maverick (assisté de Goose) ait donné une sérénade à son amour avec la mélodie, elle lui rend la pareille en la sélectionnant sur le juke-box de son ancien lieu de rencontre pour attirer son attention et se réunir. Alors que le générique de fin commence à rouler, le personnage principal, Maverick, s'envole littéralement vers le coucher du soleil alors que le chœur harmonique des Righteous Brothers se poursuit en arrière-plan.
La chanson a également fait une apparition significative dans la sitcom télévisée Cheers. On a dit que c'était la chanson préférée du personnage principal Rebecca Howe (Kirstie Alley) dans l'épisode " Please Mr. Postman " et a été incluse dans plusieurs épisodes de la série.
La chanson a été adoptée comme chant de terrasse par les supporters du club de football anglais Nottingham Forest. Le 14 septembre 2013, Bill Medley s'est rendu au Forest's City Ground pour rencontrer des supporters avant un match contre Barnsley.

## Reprises
You've Lost That Lovin' Feelin' a été reprise par de nombreux artistes, parmi lesquels.
- Cilla Black en single en 1965 (no 2 au Royaume-Uni).
- Nancy Sinatra et Lee Hazlewood sur l'album Nancy & Lee en 1968.
- The Lebrón Brothers (parfois appelés aussi Los Hermanos Lebrón) sur l'album The Brooklyn Bums en 1968.
- Dionne Warwick sur l'album Soulful en 1969 (no 16 aux États-Unis).
- Elvis Presley sur l'album That's the Way It Is en 1971.
- Roberta Flack et Donny Hathaway sur l'album Roberta Flack & Donny Hathaway en 1971.
- The Beach Boys sur la compilation Made in California, publiée en 1976.
- Long John Baldry et Kathi McDonald sur l'album Baldry's Out en 1979 (no 89 aux États-Unis).
- The Human League sur l'album  Reproduction, enregistré en 1979.
- Hall and Oates sur l'album Voices en 1980 (no 12 aux États-Unis).
- The Firm sur leur premier album éponyme produit en 1985.